# REGNER Dampf- und Eisenbahntechnik
REGNER Dampf- und Eisenbahntechnik is een fabrikant van livesteam-locomotieven en veldspoor-modeltreinen in schaal 1:22.5 en 1:32. Het Duitse bedrijf is opgericht in 1978 door Manfred Regner.

## Productassortiment
REGNER Dampf- und Eisenbahntechnik heeft twee soorten materieel in haar hoofdassortiment:
- livesteam (schaal 1:22,5) spoorwijdtes 30 mm t/m 45 mm waarbij de laatste compatibel is met treinen van het merk LGB.
- veldspoor (schaal 1:22,5) spoorwijdtes 30 mm en 32 mm.

Voor deze spoorwijdtes wordt door de fabrikant een volledig assortiment geboden van locomotieven, wagons en aanverwante toebehoren.